# Tribalus inopinatus
Tribalus inopinatus är en skalbaggsart som beskrevs av Vienna 1993. Tribalus inopinatus ingår i släktet Tribalus och familjen stumpbaggar. Inga underarter finns listade i Catalogue of Life.